# Ramón Briones Luco
Ramón Briones Luco (Chimbarongo, 6 de diciembre de 1872-Santiago, 16 de agosto de 1949) fue un abogado y político radical chileno. 

## Inicio de su carrera
Estudió en el Colegio Santo Tomás de Aquino, Instituto Nacional y en la Facultad de Derecho de la Universidad de Chile, donde juró como abogado el 26 de octubre de 1898. Su memoria versó sobre “El Divorcio”.
Entró a la administración pública en el Ministerio de Relaciones Exteriores, como Jefe de la Sección de Culto y Colonización (1896). Abogado de la Defensa Fiscal (1907).

## Carrera política
Militante del Partido Radical, fue elegido Diputado por la Agrupación Departamental de Tarapacá y Pisagua en dos períodos consecutivos (1915-1921). Integró la Comisión permanente de Relaciones Exteriores y Colonización. Presidió la Cámara de Diputados (1918-1920).
Presentó a la Cámara el primer proyecto de divorcio, que no fue aprobado. Además envió proyectos de instrucción primaria laica obligatoria, derechos de empleados particulares, de riesgo profesional y accidentes del trabajo, entre otras mociones.
Ministro de Industrias, Obras Públicas y Ferrocarriles (1918), en la administración de Juan Luis Sanfuentes. Miembro del Tribunal de Honor en la elección Arturo Alessandri. Abogado del Consejo de Defensa Fiscal por Tarapacá y Antofagasta (1921-1924). 
Electo Senador por la provincia de Tarapacá (1921-1926). Integrante de la Comisión permanente de Hacienda y Empréstitos Municipales, la de Agricultura, Industrias y Ferrocarriles y la de Policía Interior. 
Ministro de Relaciones Exteriores, Culto y Colonización (1924), designado por Arturo Alessandri Palma. Ese mismo año fue elegido Presidente nacional de su partido, el Radical.
Se dedicó a escribir artículos en diarios y revistas. Obtuvo condecoraciones como la Gran Cruz Corona de Italia. Perteneció a la Sociedad Científica de Chile, Liga de Protección de Estudiantes Pobres, de Higiene Social y otras.
Director y Consejero del Banco Central (1939) y Embajador de Chile en Italia ese mismo año, al regresar al país (1940), abandonó la política.
Una calle de la comuna de La Cisterna lleva su nombre actualmente.
| Predecesor: Francisco Landa Zárate        | Ministro de Industrias, Obras Públicas y Ferrocarriles 22 de abril-6 de septiembre de 1918 | Sucesor: Francisco Landa Zárate  |
| Predecesor: José Alejandro Rosselot Frías | Presidente de la Cámara de Diputados 23 de octubre de 1918-18 de noviembre de 1920         | Sucesor: Guillermo Edwards Matte |
| Predecesor: Galvarino Gallardo Nieto      | Ministro de Relaciones Exteriores 22 de julio-5 de septiembre de 1924                      | Sucesor: Emilio Bello Codesido   |